# Krasiniec
Krasiniec – wieś w Polsce, w województwie mazowieckim, w powiecie makowskim, w gminie Płoniawy-Bramura.
Do 2023 miejscowość była częścią wsi Szczuki.
W latach 1975–1998 miejscowość należała administracyjnie do województwa ostrołęckiego.